# A magyarországi zsidók története

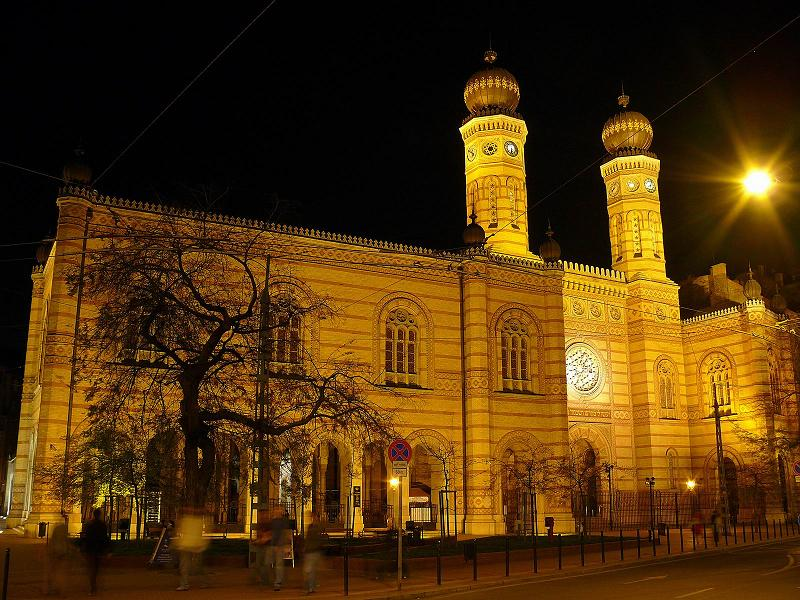
A budapesti Dohány utcai zsinagóga

A magyarországi zsidók története a Magyarország területén élő zsidók történetét öleli fel az ókortól a napjainkig.
Magyarország területén már az i. sz. 2–3. században a római Pannonia provinciában éltek zsidók.
A magyarországi zsidók története sok ellentmondással van tele: a középkorban és az korai újkorban viszonylagos biztonságban éltek, bár diszkriminálták és időnként üldözték őket. A 19. században megkezdődött a zsidóság tömeges asszimilációja, beolvadása a magyar nemzetbe. Ennek jegyében világviszonylatban is egyedülálló jelenségként megszületett a neológ zsidó vallás. A 20. században azonban mégis Magyarország volt az első a nyugat- és közép-európai országok közül, ahol zsidóellenes törvényt léptettek életbe. A két világháború közötti időszak viszonylagos biztonságot hozott a zsidó lakosságnak, bár 1938 és 1942 között született három zsidótörvény. Az 1944. március 19-ei német megszállás után érte el a magyarországi zsidóságot a holokauszt. A vidéki és részben a budapesti zsidóság deportációjára német kezdeményezésre, de a magyar hatóságok aktív és készséges együttműködésével került sort. Míg a második világháború elején mintegy 800 000 tagjával Európa harmadik legnagyobb zsidó közössége élt Magyarországon, a háború után ez 200 000 körülire csökkent. A magyar zsidóságnak kb. a 70%-át gyilkolták meg a háború alatt.

### Zsidó munkaszolgálatosok a keleti fronton
A második világháború során a magyar hadsereg soraiból a zsidó származású férfiakat kizárták, és helyettük munkaszolgálatra kötelezték őket. Ezek az alakulatok nem kaptak fegyvert, gyakran egyenruhát sem, és leginkább útépítésre, lövészárkok ásására, aknamentesítésre vezényelték őket – súlyos veszteségekkel.
1942 nyarán mintegy 15–20 ezer zsidó munkaszolgálatost küldtek ki a keleti frontra, a 2. magyar hadsereg mögé. Sokukat megkülönböztető sárga karszalaggal látták el. A bánásmód megalázó és kegyetlen volt; a munkaszolgálatosokat gyakran bántalmazták, éheztették, és orvosi ellátásban sem részesültek. A szovjet áttörés idején, 1943 januárjában közülük több ezren vesztették életüket, sokakat saját bajtársaik is magukra hagytak a visszavonulás során.
Közéjük tartozott például a költő Radnóti Miklós is, aki 1944-ben halt meg munkaszolgálatosként. A munkaszolgálat rendszerét 1945 előtt hivatalosan nem számolták fel.
A holokauszt Magyarországon egyben a magyar nép egy részének is az elpusztítását jelentette. Fájdalmas azoknak a magyaroknak a sorsa, akik nem tudták az előírt arányú keresztény részt felmutatni a családjukban a üldöztetés elkerüléséhez.
Őket a vallásuk, származásuk miatt kirekesztették abból a nemzetből, amelyhez már generációk óta tartoztak. Sokakra egész életükre tudathasadásos állapotot kényszerítettek ezzel, ha túlélték a holokauszt poklát.
Ma ezért is nagyon érzékeny téma a magyar zsidóság hovatartozása, hiszen valójában a mai magyar nemzet egyik építőkövéről van szó, amelyet csak igen erőltetten lehet kiemelni a többi alkotóelem közül.

## Római kor
Magyarország területén már az i. sz. 2–3. században a római Pannonia provinciában éltek zsidók.
Pannoniából három légiót szállítottak át a rómaiak Júdeába, a Bar Kochba vezette szabadságharc (132–135) leveréséhez. A győztes csapatok zsidó rabszolgákat hoztak magukkal Aquincumba (ma Budapest északnyugati része) és Savariába (a mai Szombathelyre).
A rabszolgaként idekerült embereken kívül Rómából zsidó kereskedők is érkezhettek Pannoniába. A római táborok, városok környékén több olyan feliratos emlék került elő, amely ezt bizonyítja, köztük a dunapentelei emlékkő, amelyet "Cosmus, a vámállomás vezetője, a zsidó zsinagóga elöljárója" állíttatott.
Magyarország más részein, mint például Szombathelyen, Pécsett, Dombóváron, Siklóson, Eszéken stb. menóra-díszítésű lámpások, gemmák és egyéb tárgyak kerültek elő, valamint más zsidó jelképeket ábrázoló tárgyak is.

## A zsidóság a középkorban
Egy 19. századi elmélet szerint a honfoglaló magyarok a zsidó vallású kazárok révén szoros kapcsolatban álltak a zsidósággal – ma azonban erősen vitatott, hogy a kazárok valóban zsidó vallásúak voltak-e.
Az első hiteles tudósítás, amely Magyarországon lakó zsidókról szól, a 10. századból származik: 955 körül közli Chászdái ibn Sáprut a kazár királyhoz intézett levelében, hogy két Cordovában járt horvátországi zsidó követ felajánlotta neki, hogy a „Hungrin” országában lakó zsidók közvetítésével eljuttatja levelét Kazárországba. Ibrahim ibn Jakub a cordobai kalifa követe 973 után pedig azt írja, hogy a „türkök földjéről”, amely néhány kutató szerint Magyarországot jelenti, zsidók is járnak Prágába kereskedelem céljából.

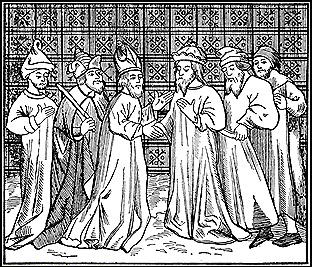
Középkori, rabbikat ábrázoló kép

A magyar államalapítás idejéből már írásos dokumentumok jelzik a zsidók jelenlétét, zsidó közösségek létezését. Szent István (1000–1038), Szent László (1077–1095) és Könyves Kálmán (1095–1116) idején Magyarország befogadta a cseh és német területekről betelepülő, néha menekülő zsidókat. Szent László azonban megtiltotta nekik a keresztényekkel kötött vegyes házasságot és a keresztény szolgák tartását. Ezentúl tilalom alá helyezte azt is, hogy a zsidók vasárnap, illetve keresztény ünnepnapon dolgozzanak. Lakhelyüket nem választhatták meg szabadon; csak kijelölt településeken lakhattak. Van olyan vélemény is, hogy a zsidók csak a 12. század második felében vagy a 13. század elején telepedtek meg Magyarországon.
Zsidó szavunk szláv eredetű. A szlávok között már igen régi időkben éltek zsidók, az elnevezést valószínűleg tőlük vették át a magyarok (lehetséges, de nem valószínű, hogy a kazárok közvetítésével). Az első magyar nyelvemlék, amelyben a zsidó szó előfordul, a 13. századi Ómagyar Mária-siralom (Sydou myth thef turuentelen fyom merth hol byuntelen).
A Sid, Sidó, Sidói, Sidókői, Sidov régi magyar családnevek, viselőik valószínűleg a honfoglaló magyarokkal bejött zsidó vallásúak leszármazottjai voltak. E neveket S betűvel írták és ilyen formában fordulnak elő a régi okiratokban is. Valószínűleg az 1092-ig terjedő időszakban keletkeztek, amikor a magyarság már felvette a kereszténységet és a keresztény szokásokat. Ezek a nevek semmiféle negatív megkülönböztetést nem fejeztek ki, mivel ekkoriban még a zsidó vallású magyarok teljes összeforrottságban éltek a pogány és keresztény magyarokkal.
Míg a 12. században több európai országban üldözték a zsidókat, addig Magyarországon az Árpád-házi királyok alatt több-kevesebb megszorítással, de a korabeli európai viszonyoknál biztonságosabb körülmények között élhettek. Kereskedelemmel, pénzügyletekkel foglalkoztak, a királyi udvar nem egyszer vette igénybe pénzüket, szakértelmüket. Helyzetük a 13. század folyamán valamelyest Magyarországon is romlott. Ekkor eltiltották őket bizonyos gazdasági állások betöltésétől, és megkülönböztető jelet kellett viselniük. II. Endre az aranybullában (1222) és a beregi esküben (1233), a pápa (és a német kereskedővárosok) követelésére ismételten megtiltotta a vegyes házasságot, majd az 1215-ös IV. lateráni zsinat határozatainak megfelelően előírta a zsidó megkülönböztető jel viselését, és eltiltotta a zsidókat az állami- és közhivatalok viselésétől.
A Fülöp fermói püspök részvételével, 1279-ben, Budán tartott egyházi zsinaton már arról határoztak, hogy minden zsidónak, ha nyilvános helyen mutatkozott, a felső ruha mellének bal oldalán viselnie kellett egy vörös posztóból készült kört.
A tatárjárás után alakul ki Budán a zsidónegyed, a későbbi Szent György tér nyugati oldalán. Az ország újjáépítéséhez szükség volt a hitelügyletekkel is foglalkozó zsidókra. Szolgálataikért II. Endre fia és utóda, IV. Béla 1251-ben visszavonta apja zsidókkal szemben tett intézkedéseit. Ugyanebben az évben kiadta híres zsidó kiváltságlevelét, amelyet a középkori magyar királyság fennállása alatt az egymást követő uralkodók megerősítettek. Ennek lényege, hogy a zsidók a király kamaraszolgái, a kincstárnak adóznak, az pedig biztosítja jogvédelmüket. A kiváltságlevél gyakorlatilag királyi védelem alá helyezte a zsidóságot.
Az első Magyarországon talált héber feliratú sírkő Budáról származik, és Peszach, Péter fia sírját jelölte meg, 1278-ban. Ezekben az időkben Budán kívül Sopronban, Kőszegen, Esztergomban, Székesfehérváron és másutt is jelentős zsidó közösségek éltek. Sopronban és Budán zsinagógák is működtek női imatermekkel (Frauenschul) és rituális fürdőhelyiségekkel. Ezek a zsinagógák, valamint az ott előkerült zsidó sírkövek ma is láthatók a soproni Új utcában.
A zsidókra vonatkozó utolsó, Árpád-kori oklevélben említik Dánielt, aki 1300-ban két trencséni polgártól telket és kertet vásárolt és az erről szóló adás-vételi szerződést Trencsén városa megerősítette. Az okirat forrásértékét az adja, hogy világosan kitűnik belőle, hogy ebben a korban még voltak zsidó földbirtokosok és hogy a zsidók minden megszorítás nélkül szerezhettek ingatlanokat a magyar birodalomban.
Károly Róbert is védte a zsidókat, azonban a fia, Nagy Lajos vallási buzgalmában kikergette őket Magyarországról. Később visszavonta rendeletét. Luxemburgi Zsigmond ismét gyakran védelmezte a zsidókat, illetve befogadta a Franciaországból menekülteket.
Az első ismertebb Magyarországhoz köthető zsidó tudós és rabbinikus író a 14. század végén és 15. század elején élt, Jichák Eizik Tirnau volt, akinek egyetlen jelentős alkotása a héber nyelvű Széfer haminhagim (A szokások könyve, 1400 körül). Művében a vallási szokásokról, zsinagógai év vallási szertartásairól és az imarendről írt. Tirnau Brno városának rabbija volt az 1420-as években, és nincs egyértelmű bizonyíték arra, hogy valaha is Magyarországon működött volna. A Tirnau név azonban lehet, hogy Nagyszombat német nevére (Tyrnau) utal, ezért lehetséges, hogy a rabbi Nagyszombatban született.

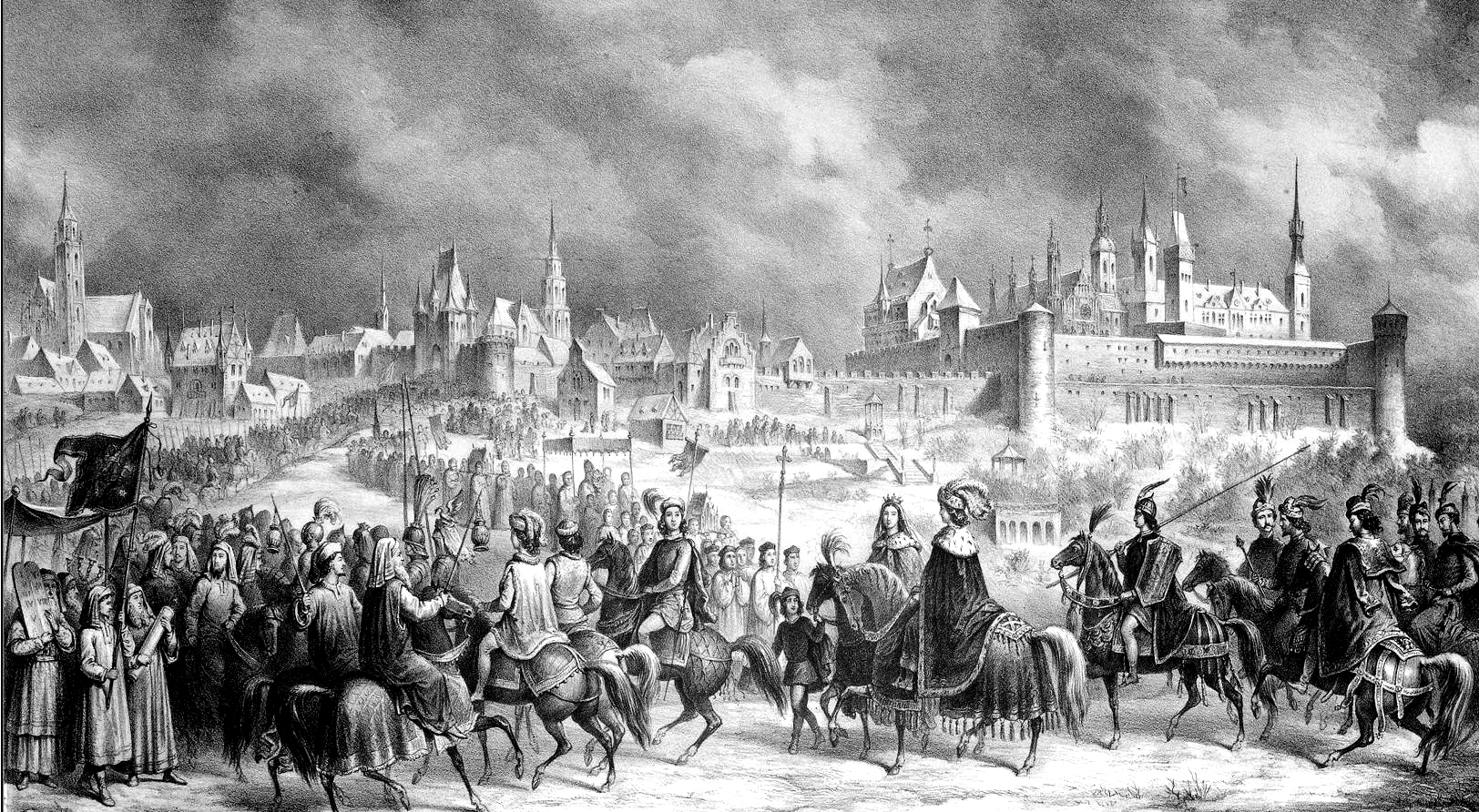
Vízkelety Béla kőrajza 1864-ből: Mátyás és Beatrix bevonulása Budára 1476-ban. A kép bal szélén Mendel Jakab, a zsidók »prefektusa”. Kezében a Tóra, azaz Mózes öt könyve

A 15. században a megerősödő városokba egyre több zsidó költözött, kialakultak a „történelmi hitközségek” (Buda, Esztergom, Sopron, Tata, Óbuda). A század második felében Hunyadi Mátyás létrehozta a zsidó prefektus (elöljáró) országos hatáskörű hivatalát. Élére Mendel Jakabot állította, aki képviselte a zsidóság érdekeit, és felügyelte a király számára fizetendő adók beszedését.
A középkori magyarországi zsidóság virágkora Mátyás király uralkodásának idején volt. Egy névtelen erfurti lovag elbeszélése szerint a zsidók ünnepélyesen felvonultak Mátyás király és Beatrix 1476-ban megtartott esküvői menetében: Buda várának bejáratánál a zsidók élén agg elöljárójuk ment, lóháton, kivont karddal, melyen kosár függött, amelyben tíz font ezüst volt. Mellette fia, szintén lóháton, karddal és ezüst kosárral. Utánuk jött huszonnégy lovag, mindnyájan bíbor díszruhában, kalapjukon három szál strucctollal. A leírás szerint Fekete (Schwartz) Mendel, fia Jakab és a lovagok Dávid-pajzzsal díszített zászlóval jelentek meg az esküvői menetben. A felvonulás leírásából következtetni lehet a magyarországi zsidók különleges helyzetére, ugyanis a középkori keresztény Európában sehol nem készült feljegyzés arról, hogy zsidók lovon, vagy karddal nyilvánosan megjelenhettek volna.
Mátyás király halála (1490) után a zsidók helyzete bizonytalanabbá vált, teret kapott a zsidóüldözés. 1494-ben Nagyszombatban zsidókat égettek meg máglyán. Ezt az eseményt egy nagyszombati zsidó lakos, Jósua ben Hájim – aki szemtanúja volt a nagyszombati zsidó közösség pusztulásának, majd Krakkóba menekült – jegyezte fel egy gyászdalban. Mindezek ellenére a spanyol zsidó származású Szerencsés (Fortunatus) Imre (eredeti neve Slomó ben Efrájim) II. Lajos király kincstárnoka volt.

## Korai újkor
A mohácsi csata után I. Szulejmán szultán seregével továbbvonult észak, vagyis Buda felé. Buda zsidó lakossága nem menekült el a törökök elől. Nekik nem volt félnivalójuk a töröktől, hiszen tudták: a muszlimok toleránsabbak a zsidókkal szemben, mint a keresztények. Ráadásul ismerték a nyugat-magyarországi helyzetet, ahonnan a kiűzetések elől inkább Budára próbáltak a zsidók beköltözni. 1526. szeptember 22-én, Szulejmán szultán a budai és esztergomi zsidókat hajóra rakatta és Törökországba szállíttatta, ahol Szófia, Kavala, Vidin, Szaloniki, Konstantinápoly és Pleva városokban telepedtek meg, megtartván magyar-zsidó szokásaikat. Közülük többen Buda török kézre kerülése után, 1541-ben tértek vissza. Egy 1526-ból származó oklevél szerint, II. Lajos király özvegye, Mária királyné Kis Mendel budai zsidó kőházát jutalmul Thurzó Elek udvarmesterének, szarvaskendi Sibrik Gergelynek adományozza. Az adomány indoklásában az adományozott méltatása mellett szerepel az is, hogy a nevezett zsidó a törökök pártjára állt. Ezt az adományt I. Ferdinánd egy évvel később megerősítette.
1526 novemberében, a Székesfehérváron ülésező Szapolyai-párt a zsidók kiűzését rendelte el. A határozatot Szapolyai visszautasította. A nyugati határszélen, a királyi fennhatóság alatt maradt Sopronból és Kőszegről azonban elűzték a zsidó lakosságot, akik ezután a környező Esterházy-, illetve Nádasdy-birtokokon, Kismartonban, Nagymartonban, Lakompakon, Sopronkeresztúron (ennek héber neve Célem volt), Köpcsényben, Kaboldon és Boldogasszonyban, illetve Rohoncon telepedtek le. Pozsonyból és Nagyszombatból is kiutasították a zsidókat, Bazinban 1529-ben a bazini és szentgyörgyi grófok mintegy harminc zsidót küldtek máglyára vérvád miatt.
A törökök győzelme után a feldarabolt Magyarország különböző részein különböző sors jutott a zsidó lakosságnak.
A török hódoltság területén akik megfizették az adót, függetlenül nemzeti hovatartozásuktól nyugodtan élhettek.
1541-ben, más, a törökök által korábban megszállt vidékekről (Belgrádból, Isztambulból, Bulgáriából, Szíriából) származó szefárd zsidók társaságában visszatértek. A visszatelepülést héber betűkkel megörökítették a zsinagóga alapkövén.
Budára való visszatelepedésük után hamarosan felvirágzott a régi zsidónegyed. Az 1547. évi török összeírás szerint a Várban 238 keresztény, 75 zsidó és 60 kopt család lakott. Az összeírás a zsidókhoz hozzá számít még 28 „vendég” családot. Ezek a zsidó vendégek 1541 és 1547 között települtek be Törökországból. Vendég-státuszukból következtethetünk arra, hogy nem azokhoz tartoztak, akiknek elődei korábban Budán éltek , hanem azoknak a szír-szefárd zsidóknak ivadékai, akiket I. Szulejmán szultán birodalma mint spanyolországi menekülteket fogadott be.
A 17. század közepén a török kori Buda zsidóságát az egyik legjelentősebb európai zsidó közösségként tartották számon. Neves tudósok, rabbik és kabbalisták, héber és jiddis nyelvű írók és költők éltek és tevékenykedtek. Ilyenek voltak Efrájim Kohén rabbi, a budai jesiva vezetője, Cvi Askenázi (a későbbi híres amszterdami szefárd főrabbi) és Schulhof Izsák, aki héber nyelvű krónikájában (Megilat Ofen, azaz „Budai krónika”) megörökítette a helyi zsidó közösség életét és tragédiáját. 1598-ban Buda ostromakor, mint a városnak többnyire Törökországból való lakosai, a zsidók is részt vettek a török oldalán a keresztény seregek visszaszorításában.
Az Erdélyi Fejedelemségben szintén viszonylag nyugodtan élhettek és dolgozhattak, Bocskai István, Bethlen Gábor, I. Rákóczi György zsidó orvosokat tartottak. Bethlen Gábor fejedelem külföldről is hívott be zsidókat. Az 1623. június 18-án Kolozsvárott kelt oklevelében engedélyezte a zsidók letelepedését, szabad kereskedését és vallásgyakorlását Erdélyben, s a szokásos zsidójel viselésétől is mentesítette őket. Bethlen kiváltságlevelét az 1627-es gyulafehérvári országgyűlés is megerősítette.
1650-ben a magyarországi Nagyidán nagy sátrak alatt, európai szintű nagy zsidó zsinatot tartottak a Talmudról. Ezrével érkeztek a résztvevők egész Európából, köztük 300 rabbi. A téma az volt, hogy eljött-e már a Messiás, vagy sem.
A királyi Magyarország jelentéktelen lélekszámú zsidóját ezzel szemben gyakran üldözték, néhány városból kitiltották őket. Kollonich Lipót 1689-ben javaslatot tett a zsidók Magyarországról való kiűzésére. A szabad királyi városok nagy része elkergette a zsidó lakosságot, a bányavárosoktól csak hét mérföldnyi távolságban lakhattak, ipart nem gyakorolhattak, foglalkozásuk nagyrészt kiskereskedés, uzsora, szeszfőzés lehetett. A török kiűzése során az addig virágzó zsidó közösségek vagy a vérengzések áldozatul estek vagy elmenekültek. A 17. század végére ezért a zsidók szinte teljesen eltűntek Magyarországról.

## 18. század

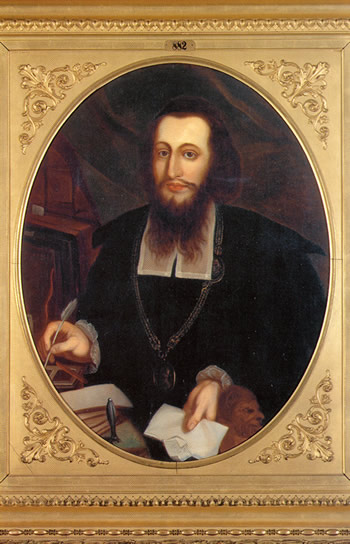
Wertheimer Sámson magyarországi főrabbi a 18. században

A török kiűzése után megindult az elnéptelenedett ország betelepítése.
A 18. század végéig a magyarországi törvények nem tették lehetővé zsidó nemzetiségiek szabad lakhelyválasztását az országon belül. Ennek ellenére a környező országokban kialakult kedvezőtlen politikai feltételek következményeként a század folyamán állandóan jöttek újabb és újabb zsidó bevándorlók Magyarországra. A német, szlovák stb. paraszti telepesekkel együtt német nyelvű askenázi zsidók érkeztek elsősorban Csehország és Németország területéről. A 18. század utolsó harmadában már a szomszédos Galíciából is megjelentek az izraeliták első bevándorló csoportjai. A csehországi-németországi zsidók legnagyobb számban Magyarország nyugati határterületein, míg a Galíciából érkezők az ország északkeleti vidékein telepedtek le. Előbb a nagybirtokközpontokban, majd a kereskedelmi utak csomópontjában kialakuló, megerősödő városokban. A szabad királyi városok korabeli törvényei szerint ugyanakkor a zsidók e városokban csak a városfalakon kívül, a számukra kijelölt elkülönített negyedben, az úgynevezett gettóban lakhattak. 1769-ben mintegy 20 000, 1787-ben már kb. 80 000 főre tehető a magyarországi zsidóság száma.
A zsidók mezőgazdasági termékkereskedelemmel foglalkoztak, ők értékesítették a nagybirtokok, falvak termékeit, a bort, búzát, bőrt stb. Ezenkívül kocsmárosként, boltosként, házalóként, regálé- és haszonbérlőként; általában a falvak és a városok közötti gazdasági kapcsolatok képviselőiként jelentek meg a feudális életvilágban, ami a birtokos nemességgel való szoros „szimbiózis” alapja lett. A Hegyalján, a híres tokaji borvidéken letelepült zsidók kóser bort szállítottak hittestvéreiknek Lengyelországba és Oroszországba. Hamarosan ők szervezték az egész borvidék nemzetközi kereskedelmét és hírnevét.
Északkelet-Magyarországon a 18. század végétől nagy zsidó hitközségek alakultak, amelyek később a haszid irányzathoz kapcsolódtak. A haszidizmus első magyarországi képviselője Taub Izsák, nagykállói cádik (csodarabbi) volt a század végén. III. Károly király idején, 1716-ban megalakult az országos főrabbihivatal, melyet először Werheimer Sámson töltött be, és a zsidók közti viszályokat volt hivatva kiegyenlíteni. Werheimer 1724-ben bekövetkezett halála után veje, Eskeles Bernát lett utóda, akinek halálával (1753) megszűnt a hivatal. Mária Terézia honosította meg 1749-ben a türelmi adót (tolerantialis taxa), melyet 1846-ban eltöröltek. Ez a törvény azon középkori jogelven alapult, hogy a zsidók kötelesek a kincstárnak, közterheik mellett, külön adót is fizetni. A türelmi adó nevét II. József kamarai adóra (Kameral Tax) változtatta.
II. József császár 1781-ben kiadott türelmi rendelete lehetővé tette, hogy a zsidók a szabad királyi városokba is beköltözhessenek. Engedélyezte a zsidók számára az addig általában tiltott tevékenységeket: a földvásárlást, földművelést és iparűzést. Továbbá előírta nekik gyermekeik világi oktatását, a német nyelv használatát és a német családnevek felvételét. A 18. századi felvilágosodás eszméi a zsidó közösségekben fellazították az addig zárt hagyományokat, és utat nyitottak a 19. századi egyenjogúsítási, beilleszkedési és asszimilációs folyamatnak. A Magyarország nyugati részein élő zsidók, keleti társaikkal ellentétben sokkal nyitottabbak voltak a modernizációra. II. József halála után az 1790–91-es országgyűlés meghagyta a zsidókat ugyanazon jogaikban, mint amelyekben a kalapos király részesítette őket.
A 18. század végén megjelentek az első konfliktusok keresztények és zsidók között. Az Alföld egyes településein vérvádakra is sor került.

## 19. század

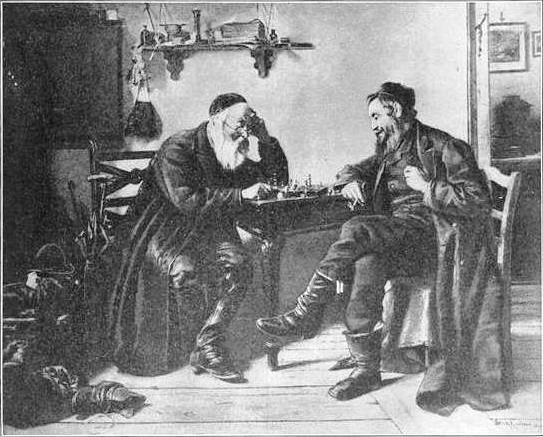
Kaufmann Izidor (1853–1921) magyarországi zsidókat ábrázoló festménye

A zsidóság 19. századi történetével foglalkozó kutatók ezt a korszakot az asszimiláció, vagy emancipáció korának nevezik. Megkezdődött a zsidó identitás újrafogalmazása, valamint a zsidó vallás átalakítására tett kísérlet is.
A magyarországi zsidók teljes polgári és vallási egyenjogúsítására a 19. század folyamán került sor. A magyarországi zsidóság a reformkor idején egy nem túl népes, jómódú városi népcsoport volt. Az 1830-as évektől azonban a jóval szegényebb kelet-európai zsidók is mind nagyobb számban jelentek meg az ország területén.

### Reformkor és szabadságharc
Az 1839–40-es országgyűlésnek a zsidókkal rokonszenvező hangulata a zsidó vallás recipitálását (a keresztény felekezetekkel egyforma helyzetét) és híveinek emancipációját (jogegyenlőségét) sürgette. Az országgyűlés kimondta, hogy úrbeli telkeket zsidók is vásárolhatnak. Dubraviczky Simon, Pest megyei követ pedig törvényjavaslatot tett a türelmi adó eltörlésére, a zsidók polgári jogokba való beleszólására, valamint a zsidó vallás bevetté nyilvánítására. A törvényjavaslatot az alsótábla nagy többségben elfogadta, majd a felsőtáblában felszólalók nagy többsége, bár módosításokkal de támogatta. A király azonban elutasította a javaslatot és új javaslatot tett, melyet a zsidó küldöttségek kifejezett kívánságára Pozsonyban a rendek elfogadtak.
1848. március 17-én a „magyarországi és erdélyi zsidók képviselete” üdvözölte a magyar forradalmat. Zsidók is részt vettek a megalakuló Közcsendi Bizottmányban és a nemzetőrségben. A gazdag zsidó családok jelentős anyagi támogatással segítették a szabadságharcot. A honvédseregekben szolgálatot teljesítő zsidók számát mintegy 20 ezerre becsülték, ami messze számarányuk feletti részvételt jelentett. A reformkor magyar érzelmű zsidó hírességei közül megemlítendő Rózsavölgyi Márk zeneszerző (1787–1848), aki a Nemzeti Színház megnyitása alkalmával játszott palotás szerzője volt.
Ennek elismerésképpen is tartotta kötelességének a Szemere-kormány és a nemzetgyűlés, hogy a szabadságharc végnapjaiban határozatban mondja ki a zsidók polgári és politikai egyenjogúsítását. Az 1848-1849-es szabadságharc egyik alapkövetelése a törvény előtti egyenlőség volt, amely a zsidókra is vonatkozott. 1849. július 28-án a szegedi országgyűlés kimondta a zsidók egyenjogúsítását: a zsidók izraelita vallású magyar állampolgárok lettek. E határozat azonban a szabadságharc veresége miatt nem léphetett érvénybe.
A szabadságharcban vérét és vagyonát áldozó magyarországi zsidóságra Haynau súlyos pénzbírságot vetett ki.

### Emancipáció és tömeges bevándorlás

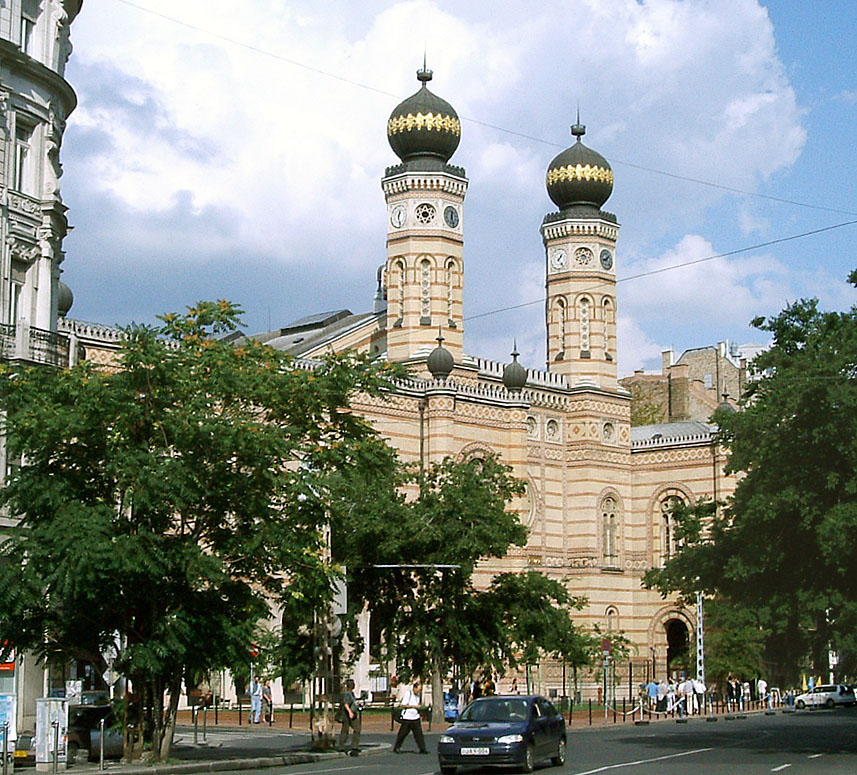
Az 1859-ben épült budapesti Dohány utcai zsinagóga

A kiegyezés után Eötvös József vallásügyi miniszter liberális reformjai között az egyik legelső a zsidók teljes egyenjogúsításáról szóló 1867-es törvény volt. Az 1867. évi XVII. Az izraeliták egyenjogúsításáról polgári és politikai jogok tekintetében törvény beiktatásával a zsidó nemzetiségű lakosok a keresztény lakosokkal minden polgári és politikai jog gyakorlásában egyenlőek lettek. Ugyanez a törvény hatályon kívül helyezett minden ezzel ellenkező törvényt, rendeletet vagy jogszokást. Eötvös létrehozta az izraelita kongresszust is, hogy a zsidók saját kezükbe vehessék egyházi és iskolai ügyeik vezetését.
Világviszonylatban is egyedülálló jelenségként megszületett a neológ zsidó vallás. A neológ zsinagógákban magyar nyelven tartották az istentiszteleteket. A zsidók vallási egyenjogúsítása ugyanakkor teljesen csak Wekerle Sándor miniszterelnöksége alatt, 1895-ben jött létre a 1895:XLII tc. „Az izraelita vallásról" törvény által. Ettől kezdve a zsidóság törvény szerint is a magyar nemzeten belüli egyik vallási felekezet lett, tehát valaki éppúgy lehetett izraelita vallású magyar, mint katolikus vagy református vallású magyar.
A kelet-európai zsidóság tömeges érkezése a 19. század második felében Magyarország újabbkori történetének legnagyobb arányú bevándorlása volt. Az új jövevények igen szegény, nagyrészt falusi életmódú és földműveléssel is foglalkozó, jiddis nyelven beszélő askenázi zsidók voltak, akik a Monarchia fennhatósága alá kerülő Galíciából és az Orosz Birodalom területéről érkeztek. A bevándorlókat a reformkor és szabadságharc örökségét folytató liberális politikai-társadalmi légkör, a hatalmas gazdasági fejlődés, a kínálkozó jobb megélhetés vonzotta Magyarországra. Az 1867-es emancipációs törvény hatására tovább fokozódott a zsidó bevándorlás a környező, hasonló törvény nélküli országokból. 1850 és 1900 között a zsidóság száma megháromszorozódott, miközben a magyarországi népesség egésze csak 50%-kal nőtt. A századfordulón a zsidóság lélekszáma már csaknem egymillió főre rúgott, ami a Magyar Királyság lakosságának több mint 5%-át tette ki.

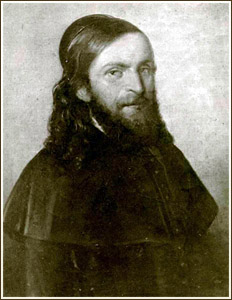
Lőw Lipót (1811–1875) szegedi főrabbi

Ferenc József engedélyével a magyarországi zsidók külön iskolaalapot teremtettek. Ennek jövedelméből alapították az országos rabbiképző-, valamint az országos izraelita tanítóképző intézetet Budapesten.

### A zsidóság gazdasági és társadalmi átalakulása
A 18. századtól a zsidóság a meglévő kereskedelmi és pénzügyi tapasztalatai miatt szinte kiválasztódott arra a gazdasági szerepre, amely számára monopóliumot biztosított. Emiatt számos olyan bírálat érte a zsidókat, hogy csak olyan szakmákat űznek, mint a pénzkölcsönzés, hitelezés (uzsora) és a kereskedelem (különösen a házalás), szeszfőzés. A foglalkozásbeli aránytalanságok megszüntetését, azaz a zsidóság mezőgazdasági és ipari pályákra való terelését annyira fontosnak tartották, hogy ilyen szabályozások még a törvények szövegébe is bekerültek.
Az egyoldalú foglalkozási szerkezeten még a zsidóság is változtatni akart. A Pesti Izraelita Hitközség javaslatára 1842-ben megalakult a Nehéz Kézműveket és Földművelést az Izraeliták Között Terjesztő Pesti Egylet, amely később a Magyar Izraelita Kézmű- és Földművelésegylet (MIKÉFE) nevet vette fel. Ezek az erőfeszítések azonban többnyire sikertelennek bizonyultak, ugyanis a zsidóság hű maradt azokhoz a régi gazdasági szerepekhez, amelyeket a politikai emancipációt megelőző korszakban betöltött, nevezetesen a kereskedelmi célú pénzbefektetésekhez és más hasonló vállalkozásokhoz. A magyarországi zsidóság döntő többsége a kereskedelemben (beleértve a bankszektort is), illetve az iparban (beleértve a közlekedést is) tevékenykedett. Ez a magas arányszám azt eredményezte, hogy 1900-ban a kereskedelemben és a bankszektorban dolgozók több mint fele (52,25%) volt zsidó, s ugyanez az arány az iparban és a közlekedésben 17,67% volt. A zsidók általában csak egyes szakmák iránt érdeklődtek tömegesen, más szakmákat – például bíró, ügyész, katona, cseléd, bányász, napszámos – alig választottak. Míg a nem-zsidó lakosság közel 70%-a mezőgazdaságból élt, a zsidóknak kevesebb mint 10%-a választotta ezt a megélhetési módot, 1900 után pedig ez az arány 6,49%-ra csökkent. Viszont a zsidó gazdasági elitben a földbirtokosok és a földbérlők igen fontos szerepet játszottak. Az 1910-es népszámlálás szerint az 1000 holdon felüli birtokkal rendelkezők 20,6%-a, a 200–1000 holdas középbirtokosok 18,1%-a, míg a 100 hold feletti birtokokat haszonbérbe vevők 49,5%-a volt zsidó.

### Magyarosodás

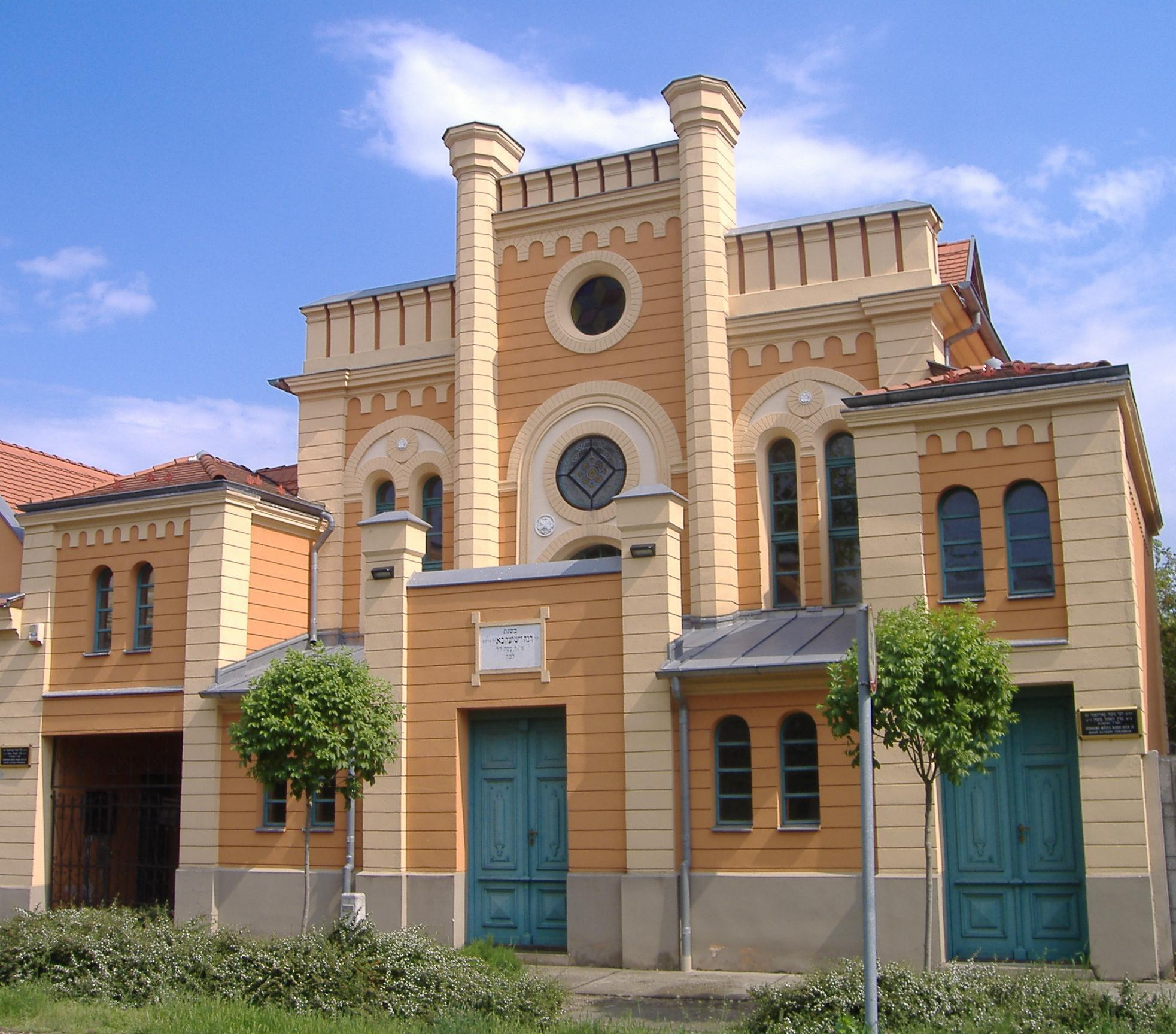
A makói ortodox zsinagóga az ország második legnagyobb ortodox zsinagógája, 1895-ben épült

Az 1840-es években kezdődött el magyarországi zsidók asszimilációja, beolvadása a magyar nemzetbe. Pesten lelkes zsidók magyarosító egyesületet alakítanak, hogy a magyar nyelvet hitsorsosaik közt terjesszék; hasonló célú egyesületek a vidéken is keletkeztek.
A 19. század végén erőteljessé vált a nemzetiségi születésű magyarországi állampolgárok önkéntes magyarrá válása. Bár többek között sok szlovák, román, délszláv személy is asszimilálódott, a legszívesebben azonban mégis a német kisebbség és a felemelkedő zsidóság tagjai választották a magyarsághoz való asszimilálódást. Más európai országokban nem zajlott le a zsidóságnak ilyen tömeges méretű beolvadása a többségi keresztény társadalomba, másutt erősen elkülönülő vallási és egyben etnikai kisebbség maradtak. Bár Németországban és Ausztriában már valamivel korábban megindult egy hasonló asszimilációs folyamat, ezekben az országokban a többségi társadalom gyakran igen elutasító volt, ami valamennyire továbbra is fenntartotta a zsidóság hagyományos elkülönülését. Magyarországon ezzel szemben a újonnan meginduló nagyvárosi fejlődés, a többségi társadalom befogadó hozzáállása, a modern nemzetállam megteremtését a nemzetiségek tömeges beolvadásával elképzelő hivatalos politika a zsidóság számára is lehetőséget biztosított az egyenlő társadalmi érvényesülésre és a magyar nemzethez való tartozásra.
A 19. század végének liberális légkörében a magyarországi zsidóság körében igen sokan valóban magyarrá váltak, a nemzethez tartozónak érezték magukat. A magyarországi, főleg városi zsidóságnak csak kisebb része tartott ki a hagyományos zsidó vallás mellett (ortodox, illetve status quo irányzat), megőrizve nemzetiségi, etnikai elkülönülését. A döntő többség a neológ felekezethez csatlakozott, a fővárosi zsidóságnak például közel a háromnegyede. A századfordulótól sokan magyar vagy – szintén a magyarrá válás útját járó – német (sváb) házastársat választottak, gyermekeiket megkeresztelték.

### Konfliktusok
Az 1848-as forradalom idején egyes városok főleg németajkú polgárai körében felszínre törtek a zsidóellenes érzelmek, és egy esetben véres zavargásra is sor került. 1848. április 23–24-én Pozsonyban, április 27-én pedig a közeli Szereden több száz mesterlegény és inas támadt a zsidó gettó lakóira, üzletüket és lakásukat kirabolva, iskolájukat lerombolva és a családokat bántalmazva. Szereden négy embert meg is gyilkoltak. A zavargásokat a magyar katonaság és a pozsonyi országgyűlési ifjúság fékezte meg.
A zsidóság tömeges bevándorlása hatására megnőtt a zsidóellenesség. Az idegen szokásokat és vallást követő népcsoport tagjainak mind gyakoribb szereplése bizonyos ellenszenvet váltott ki a társadalom egyes rétegeiben. Különösen azok tekintettek féltékenyen az új jövevényekre, akik saját foglalkozási és társadalmi pozíciójukat veszélyben érezték tőlük, például a városok jelentős részben németajkú kisiparosai, értelmisége.
A második nagy konfliktus a tiszaeszlári vérvád volt, a század végén. 1882. április 1-jén eltűnt Solymosi Eszter, egy fiatal keresztény szolgálólány. Április végén Scharf Samu, a zsidó templomszolga Scharf József négyéves kisfia arról kezdett beszélni, hogy az eltűnt lányt egy sakter ölte meg, a fiú apja és bátyja, Scharf Móric segítségével. Ezért az ügyben gyilkossággal vádolták meg a helyi zsidókat. A per rövidesen a magyar politikai erők összecsapásának terepévé vált, Európa-szerte nagy figyelmet kapott, és nagy hatással volt a magyarországi antiszemitizmus későbbi alakulására. A falubeli zsidók és számos társuk ellen megindult eljárás 1883-ban zajlott le. A koncepciós perek vonásait magán viselő per – amelyben Eötvös Károly és védőtársai vállalták magukra a zsidók védelmét – végül a vádlottak felmentésével végződött. A történet részévé vált a környék mondavilágának, egyes változataiban a nyaka elvágása helyett az éppen épülő zsinagógába falazzák be a lányt.
1883. október 6-án megalakult az Országos Antiszemita Párt, majd 20 mandátumot is szerzett a Parlamentben. Később azonban fokozatosan kiszorult, elvesztve a támogatottságát.

## 20. század

### 1900–1920 között

#### I. világháború
A világháború kitörését a magyar zsidóság vezetői nagy lelkesedéssel fogadták. Az Ortodox Központi Iroda akkori elnöke, Frankl Adolf körlevélben fordult az ortodox hitközösségekhez, s ebben a haza és a király védelmében hősiességre és kitartásra szólította fel a harcoló zsidókat, az otthonmaradottaktól áldozatkészséget és a hadsereget támogató tetteket várt el. Schnitzer Ármin komáromi főrabbi, az Országos Rabbiegyesület elnöke ugyancsak körlevélben fordult az ortodox hitközségekhez ünnepélyes istentiszteletek tartását és buzgó imádságokat kért rabbitársaitól. Ehhez a lelkesedéshez az általános közhangulat is hozzájárult. Nyilván sokan gondolták úgy, hogy a háború segíteni fogja a beolvadást és olyanok is akadtak akik zsidó szempontból hasznosnak találták a pogromokat szervező és végrehajtó Orosz Birodalommal való leszámolást. A zsidóságnak, a magyar katonákkal ellentétben egy igen nehéz problémával is szembe kellett nézniük: hogyan viszonyuljanak a másik oldalon harcoló zsidókhoz, továbbá a Galíciából és az ellenséges területről menekülő hitsorstársaikhoz. A központi hatalmak oldalán körülbelül félmillió zsidó vonult be, ebből a Monarchia zsidósága mintegy 300 ezer fővel képviseltette magát. Az antantcsapatokban pedig több mint egymillió volt a zsidó. Egyedül az orosz csapatokon belül mintegy 650 ezer zsidó katonáról maradt fent feljegyzés. A tiszti szolgálatot teljesítő zsidók száma a Monarchiában a 19. század közepétől a nyolcvanas évekig emelkedett, majd az első világháború kitöréséig folyamatosan csökkent. 1911 előtt a Monarchia harci egységeinél szolgáló 23 zsidó tábornok és ezredes közül 14 kikeresztelkedett, a legmagasabb posztra jutott zsidó származású tiszt báró Hazai Samu, akit 1916-ban vezérezredessé léptettek elő és honvédelmi miniszternek neveztek ki, tisztté avatása után nem sokkal kikeresztelkedett.
A világháború végén számos vád érte a zsidóságot, hogy gyakran kibújtak a hadi kötelezettségek alól. Kolosváry-Borcsa Mihály: A zsidókérdés magyarországi irodalma (Budapest, 1943) című írásában a következőket mondta: „A világháborúnak már az első éveiben lángra lobban a kihamvadtak látszó antiszemitizmus. A harctéren küzdő magyarság hamarosan rádöbben arra, hogy a frontkatonák soraiban igen gyéren találkozik zsidókkal, viszont annál bőségesebben a hadtápterületen, a biztonságos beosztásokban és a felmentettek között.” De nemcsak a jobboldali antiszemita radikálisok, hanem a baloldali gondolkodók között is ez volt az általános nézet. Ágoston Péter kéziratban megmaradt naplójában a következő feljegyzést tette: „A nagyközösségnek az a véleménye, hogy a zsidók minden módon kibújnak a harctéri szolgálat alól, a tényeknek megfelel. De hát kibújik a nemzsidó is, csakhogy a nemzsidónak kevesebb az eszköze arra, hogy célt érjen.” Az ilyen és ezekhez hasonló feljegyzések gyakoriak voltak a korabeli sajtóban, így ezzel magyarázható az egyre erősödő antiszemitizmus is. Érzékelve az újabb antiszemita hullámot, Polányi Jenő és Hevesi Simon főrabbi kezdeményezésére létrehozták a Magyar Zsidó Hadiarchívumot, ahol zsidó háborús adatokat gyűjtöttek. Ugyancsak háborús rovatot nyitottak különböző zsidó újságok is, azonban a zsidó háborús hősök, a kitüntetettek, valamint a háború céljára adakozók listájának közzététele nemhogy csillapította a közvélemény felháborodottságát, hanem olaj volt a tűzre.
A háború elől menekülő zsidók ugyancsak nagy felháborodást keltettek a helyi lakosokban. Az úgynevezett galiciánerek Galíciából menekülő zsidók voltak, „akik a történelmi Magyarország határain kívül éltek, következésképpen nem érezték magukat magyarnak; magyarul nem tudtak, és a legcsekélyebb mértékben sem azonosultak a hivatalosan deklarált háborús célokkal. Viszont belevetették magukat a háborús nélkülözések talaján burjánzó feketekereskedelembe és sokan közülük hihetetlenül rövid idő alatt irigylésre méltó vagyonra tettek szert.” Így egyre erősebb lett a kontraszt „a fronton vérét ontó magyar” és az „üzletelő zsidó” között. Azonban említésre méltó azoknak a törekvése is, akik megkíséreltek szembeszállni az antiszemitizmussal, például Tisza István miniszterelnök számos zsidóellenes lapot tiltott be. A galíciai menekülthullám után érkeztek Magyarországra az erdélyi betörés során földönfutóvá vált zsidók és a Palesztinából visszatelepült zsidók is.
1918. augusztus 6-án a parlamentben a hadirokkantakról folyó vita során újra előkerült az antiszemitizmus ügye. Farkas Pál kijelentette, hogy nem helyesli a galíciai bevándorlást, s a bevándorlás okozta drágítást fékezni kell. Sztranyavszky Sándor pedig figyelmeztette a zsidóságot, hogy „disztingváljanak aközött, mit szabad tenni önmaguk, a fajtájuk és nemzetük érdekében, és mit nem”. A képviselő szerint, ha ezt megteszik, akkor az antiszemitizmus elkerülhető lesz, mert „Itt senkit azért, mert zsidó nem gyűlölnek, hanem, ha valami, amit gyűlölnek, akkor azok a tulajdonságok azok, amelyek faji jelleggel látszanak bírni.”

#### Az őszirózsás forradalom időszaka
A két világháború közti időszakot az az általános nézet uralta, hogy a zsidóság a gazdasági hatalom mellé politikai hatalomra is törekszik. Tény azonban, hogy az őszirózsás forradalomban jelentős volt a magyarországi zsidók részvétele. Amikor 1918 októberének végén megalakult a Nemzeti Tanács, az úgynevezett Intéző Bizottságnak húsz tagja közül tizenegy volt zsidó származású. Az október 31-én megalakított Károlyi-kormány tagjai közül Kunfi a munkaügyi és népjóléti, Garami Ernő pedig a kereskedelemügyi tárcát kapta meg. Tagja volt a kormánynak Szende Pál, aki előbb államtitkárként, majd pénzügyminiszterként vezette a pénzügyminisztériumot, továbbá Jászi Oszkár, aki tárca nélküli miniszterként nemzetiségi kérdésekkel foglalkozott. 1919. január 19-én megalakult Berinkey-kormány tagja lett Böhm Vilmos mint hadügyminiszter, Kunfi mint közoktatási miniszter, Garami mint kereskedelemügyi miniszter, Szende Pál mint pénzügyminiszter és Diner-Dénes József mint külügyi államtitkár. Az országot vezető politikai elitnek tehát jelentős része zsidó származású volt, ez pedig ürügyet teremtett az olyan antiszemita mozgalmak számára, mint az ekkor megalakuló Ébredő Magyarok Egyesülete, továbbá a Magyar Országos Véderő Egyesület.
Az őszirózsás forradalom során fellépő kérdéseknek csupán az egyike volt a származási problémák kérdése; az ellenforradalmi ideológiák másik gyakran hangoztatott vádja azt volt, hogy a forradalom alatti kormányok a zsidók érdekében kormányoztak. Ebben az összefüggésben két tényre szokás hivatkozni: az első az ország területi integritására, a második a hagyományos politikai elit tudatos szétverésére vonatkozik, s azt a vádat fogalmazza meg, hogy a Károlyi–Jászi-féle engedékeny politika vezetett Trianonhoz, s a magyar uralkodó osztály bukásához.

#### A Tanácsköztársaság alatt
Amíg a Károlyi- és a Berinkey-kormányban a zsidó származású politikusoknak csak jelentős szerepük volt, addig a szociáldemokraták és a kommunisták megegyezése folytán létrejött úgynevezett proletárdiktatúrában, s annak testületében, a Forradalmi Kormányzótanácsban már a zsidó származásúak játszották a meghatározó szerepet. A Magyarországi Tanácsköztársaság felső vezetésnek körülbelül 95%-a zsidó származású volt, köztük a Tanácsköztársaságot gyakorlatilag irányító Kun Béla, Böhm Vilmos szocializálási, később hadügyi, Landler Jenő belügyi, Lukács György közoktatásügyi, Hamburger Jenő földművelésügyi, Rákosi Mátyás szociális termelési, Pogány József hadügyi népbiztos. A vörösterror három vezető alakja közül kettő: (Korvin Ottó és Szamuely Tibor) szintén zsidó származású volt. Ez a kilencvenöt százalékos arány még az iskolázottabb és műveltebb társadalmi rétegekben is elfogadhatóvá tette a gondolatot, hogy „a magyarságnak védekeznie kell a zsidó veszély ellen”.
A Tanácsköztársaság ideje alatt három területen történt eseményeknek volt kitüntetett jelentőségük: az első az intézményesített terror alkalmazása volt. Szamuelyt 1919. március 22-én a munkássághoz és a Vörös Hadsereghez nem tartozó osztályok ellenőrzésével bízták meg, Korvin pedig a politikai rendőrséget vezette. Az a tény, hogy a proletárállam erőszakszervezetének vezetői zsidók voltak, a közvélemény szemében felekezeti jelleget is adtozz az elnyomásnak és a terrornak. A másik terület, amely később végzetesnek bizonyult a magyarországi zsidóság sorsára nézve, a közigazgatás, az állami bürokrácia átszervezése volt: számos állami hivatali posztot zsidók töltöttek be. A harmadik terület, amely jelentős hatást gyakorolt a Tanácsköztársaság politikájára a sajtó világa volt. Már Abay Neubauer Gyula is észrevette, hogy az őszirózsás forradalom jelentős számú zsidó származású vezetője a nyomtatott sajtó világából érkezett a politikába, mivel az 1910-es években a magyar újságíró-társadalom több mint 40 százaléka zsidó származású volt.
A magyarság és a zsidóság közötti kapcsolatot, a két háború között elszabadult antiszemitizmust egyáltalán nem értheti meg, aki nem néz szembe a magyar zsidóságnak a Kommünben és a Rákosi-korban játszott szerepével. A magam részéről azok közé tartozom, aki e két borzalmas rendszert sem tartom a magyar társadalmi fejlődés szempontjából kártékonyabbnak, mint a magyar úri világ jobboldali és arisztokratikus ellenforradalmait. A rendszereket ugyanis nem a hibái mennyiségével, hanem a társadalmi fejlődésre gyakorolt hatásukkal mérem.

### Horthy-korszak

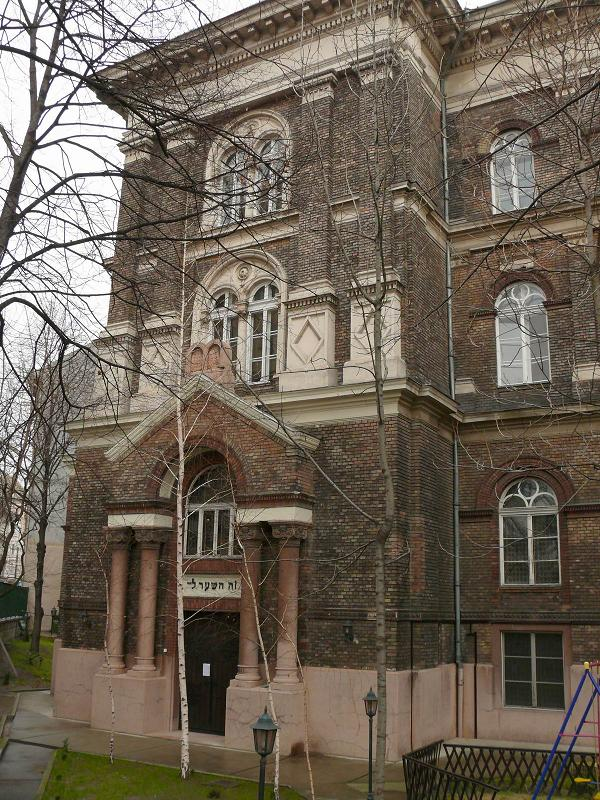
Zsinagóga az Izraelita Siketnémák Intézete 20-as években épült budapesti székháza oldalában (Bethlen Gábor tér)

A kommunista – bolsevik diktatúra bukása után Horthy Miklós vezetésével tekintélyuralmi, konzervatív rendszer jött létre. Az 1920-as trianoni békeszerződésben Magyarország kétharmadát elvesztette, így Kárpátalján, Felvidéken, Erdélyben és a Délvidéken élő jelentős izraelita születésű tömegek is az utódállamok polgáraivá váltak. A többségük az új kisebbségi helyzetben is magyar anyanyelvűnek és magyarnak vallotta magát. Azonban egy részük hamar asszimilálódott az új környezetbe és adoptálta az utódállamok kialakult viszonyait.

#### Zsidópolitika, zsidótörvények
Teleki Pál miniszterelnökségre való jutása után felfüggesztették a terrorcselekményeket szervező Ébredő Magyarok Egyesülete működését, ugyanakkor létrehozták a Horthyhoz hű veteránokból álló Vitézi rendet. Az antiszemita indulatok megfékezésére 1920-ban a zsidó vallásúak – számarányukon felüli – továbbtanulási lehetőségeit is korlátozó úgynevezett Numerus clausus („Zártszám-rendelet”) törvényt hoztak. Az 1920/23. Numerus clausus törvény meghatározta az egyes magyarországi kisebbségekhez tartozó egyetemi hallgatók maximális számát, ügyelve az adott nemzetiségek arányára a teljes magyarországi lakosságban. Az intézkedés egyértelműen a magyarországi zsidóság ellen irányult, de az egyéb nemzetiségek fejlődésének se tett jót.
1920-ban a konzervatív-jobboldali Horthy-rendszer tagja, Bethlen István miniszterelnök a KNEP és a Kisgazdapárt képviselőiből új kormánypártot szervezett, amelyből a Magyar Országos Véderő Egyesületet megalapító Gömbös Gyula vezetésével kiléptek a szélsőséges fajvédők. Az elkövetkező években Magyarország gazdasága növekedésnek indult, ugyanakkor a kormány normalizálni igyekezett a beilleszkedett zsidósághoz fűződő viszonyát. Míg az ortodox zsidók idegenkedve tekintettek az új kormányra, az asszimilált városi zsidóság tehetősebb körei jó kapcsolatokat ápoltak a politikai vezetéssel, gyakori volt a személyes barátság, a családi kapcsolat.
A magyar királyi Kúria 1988/1924. B. I. számú ítéletében arra az álláspontra helyezkedett, hogy a magyar zsidóság nem faj, nem osztály és nem nemzetiség, hanem a többivel egyenrangú felekezet. A Kúria ezt az ítéletét így indokolja: «A zsidó szó ennek általánosan elfogadott értelme szerint Mózes vallásának s az ezen hitfelekezethez tartozóknak megjelölésére szolgál, más fogalmat nem ölel fel.» Ezt a jogfelfogást már nem követhetik az utódállamok joggyakorlatában, mert a trianoni békeszerződés következtében a más impériumok alá került zsidóság is népkisebbséggé lett, mint zsidó nemzetiség. A zsidó szó, mint fogalom tehát ott hivatalosan is nemzetiségi megjelölést jelenthet és csak azért nem általánosítható minden esetben, mert a törvények megengedik, hogy a magyar anyanyelvű zsidó önmaga döntsön afölött, hogy magyar nemzetiségűnek, vagy pedig zsidó nemzetiségűnek vallja magát.
Az 1929-es gazdasági világválság következményeként fokozódó nyomor és társadalmi feszültségek miatt 1931-ben Bethlen megbukott. Bukása következtében újjáéledtek a fajvédő nézeteket valló szélsőjobboldaliak, ugyanakkor megjelentek a nemzetiszocialista mozgalmak is. 1932-ben Gömbös Gyula került hatalomra, aki korábbi nézeteivel ellentétben zsidóbarátnak vallotta magát. Egy beszédében a következőket mondta: „A zsidóságnak pedig nyíltan és őszintén azt mondom: revideáltam álláspontomat. A zsidóságnak azt a részét, amely sorsközösséget ismer el a nemzettel, éppen úgy testvérnek kívánom tekinteni, mint magyar testvéreimet.” Miniszterelnöksége (1932–1936) alatt nem születtek antiszemita törvények.
Gömbös 1936. októberi halála után Darányi Kálmán lett a miniszterelnök. Darányi kezdetben a baloldal híve volt (Szálasi pártját feloszlatta , a nyilas vezért bebörtönöztette), azonban a hitleri Németország sikerei hatására fokozatosan átállt a jobboldalra. 1938. márciusi győri beszédében kijelentette, hogy „megoldja a zsidókérdést”. A megoldás az „őrségváltó” akcióban valósult meg: ezt a zsidókat háttérbe szorító, a társadalmi és gazdasági pozíciókban nem zsidókkal felváltó törvények beiktatásával valósították meg.
Darányit Imrédy Béla követte (1938–1939), aki kitűnő gazdasági szakemberként volt ismert, és a németekkel szemben az angolszász politikai orientáció híve volt. Kormányzása alatt, az úgynevezett bécsi döntéssel, 1938. november 2-án Magyarország Csehszlovákiától visszakapta a Trianonban elcsatolt Felvidék egy részét, 11.927 km2-rel, több mint egymillió lakossal, köztük körülbelül 70 ezer zsidóval. Később, 1939 márciusában, Hitler hallgatólagos beleegyezésével, visszaszerezte a nem magyar többségű Kárpátalja egy részét, ami körülbelül 12 ezer km² területtel és 700 000 lakossal rendelkezett, ezekből 80 ezer zsidó nemzetiségű volt. Mivel sikerét nagyrészt a német támogatásnak köszönhette, Imrédy is a jobboldalra állt. Átállásának egyik következménye egy újabb, szigorúbb zsidótörvény beiktatása volt, ez volt a második zsidótörvény. Később ellenfelei pont erre a törvényre hivatkozva buktatták meg őt, felfedve azt, hogy az egyik felmenője zsidó volt. A második zsidótörvényt az országgyűlés Teleki Pál miniszterelnöksége (1939–1941) alatt fogadta el.

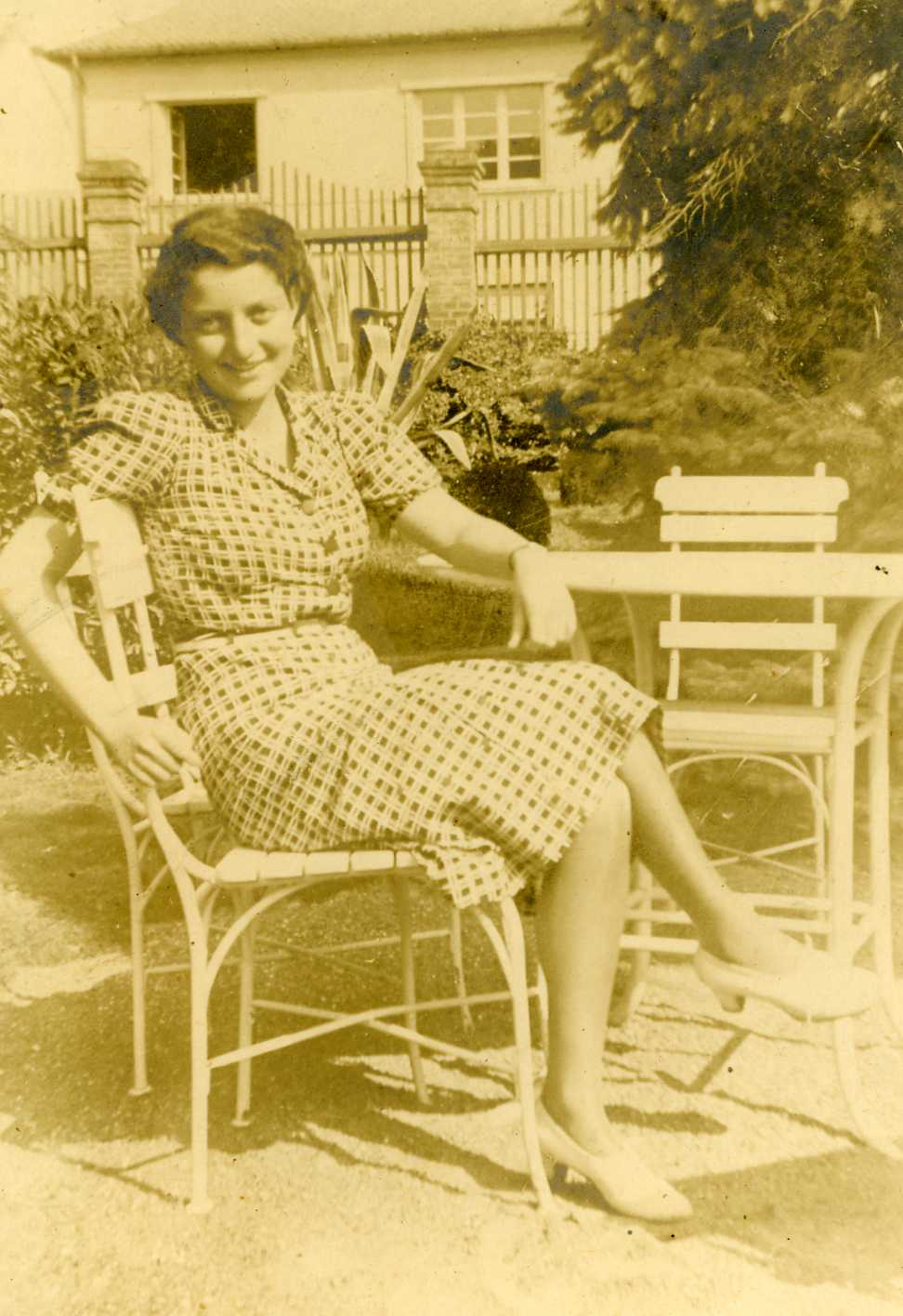
Szenes Hanna (1921–1944) költő és újságíró, 1937-ben, Budapesten

A magyar zsidóság helyzetének romlása Hitler németországi hatalomra jutása után felgyorsult. Magyarországon a parlament 1938-tól kezdve több antiszemita jogszabályt, úgynevezett zsidótörvényeket hozott, amelyek fokozatosan megfosztották a zsidó lakosságot az állampolgári jogaiktól. Bár a zsidóellenes politika már 1944 előtt is több tízezer áldozatot követelt, a német megszállásig a magyar zsidók – Európa más országaiban lakó társaikkal ellentétben – valamelyest biztonságban tudhatták magukat.
1939. szeptember 1-jén kitört a második világháború. A német hadsereg győzelmei következtében a második bécsi döntés révén Magyarországhoz visszakerült a korábban elcsatolt Észak-Erdély és a Székelyföld, ami több mint 43 ezer km²-es területet és körülbelül két és fél millió ember jelentett, közülük körülbelül 165 ezer zsidó volt. E döntésnek a következménye, hogy Magyarország végleg elkötelezte magát Németország mellett. Mindezek ellenére a Horthy-rendszer megpróbált ellenállni: a németeknek nem adott engedélyt a magyar vasúti vonalak használatára Lengyelország megtámadásakor, továbbá körülbelül 100 ezer lengyel menekültet fogadott be, a miniszterelnök pedig kihirdette a „fegyveres semlegességet”. A háborúba való belépés azonban elkerülhetetlenné vált amikor Jugoszlávia egy belgrádi puccsal kezdődően szembefordult Hitlerrel. A németek elrendelték Jugoszlávia lerohanását, és Magyarországot is felkérték a részvételre.

#### Integráció, asszimiláció
A magyarországi izraelita születésű állampolgároknak egy 1930-as feljegyzés szerint a 97,3%-a magyar ajkúnak vallotta magát. Bár foglalkozásukat tekintve minden társadalmi osztályban előfordultak, voltak gazdag nagytőkések, jó körülmények között élő értelmiségiek, kisiparosok és szegény kétkezi munkások is, a nagyobb részük az ipari, kereskedelmi és szellemi szabadfoglalkozásokban (kereskedő, ügyvéd, orvos, újságíró stb.) fontos pozíciókat foglalt el. Ezekben a szakmákban a keresztény születésű lakosságot arányában jóval felül is múlták. Az izraeliták többnyire városi, polgári társadalmi csoportot alkottak, amelynek több mint 60%-a a középréteghez tartozott, 3%-a dolgozott a mezőgazdaságban, 13%-a volt ipari munkás. Ez az arányok közötti különbség is az egyik célpontja lett az antiszemitizmusnak.
A 20. századra az izraelita vallású magyarság olyan mértékben keveredett a keresztény vallásúakkal és olyan építő részévé vált a magyar társadalomnak és kultúrának, hogy nem lehetett többé attól elválasztani. A mai magyarok közül – különösen városban – sokaknak vannak zsidók a felmenői között, ahogyan németek, szlávok és más nemzetiségűek is.
A magyar zsidóság asszimilációját derékba törte a hivatalos szintre emelt antiszemitizmus, amely 1941–45 között a holokausztba torkollott.

### A II. világháború évei
Teleki Pál öngyilkossága után, Bárdossy László miniszterelnöksége alatt Magyarország belépett a világháborúba, és 1941 áprilisában a németekkel együtt lerohanta Jugoszláviát. Jutalmul 11,5 ezer km²-t és az ott élő több mint egymillió embert (köztük körülbelül 14 ezer zsidót) visszacsatolták Magyarországhoz. Bárdossy nem egészen egy évig volt miniszterelnök, azonban ez idő alatt alatt benyújtotta és elfogadtatta a harmadik zsidótörvényt, majd a kamenyec-podolszkiji tömegmészárlással, az újvidéki razziával és a több ezer munkaszolgálatos halálával megkezdődött a magyarországi holokauszt.
Az átállást tervezgető Magyarországot 1944. március 19-én német csapatok szállták meg. (Előtte Horthyt tárgyalni hívták Klessheimbe, ahol elzárták a külvilágtól, megelőzendő, hogy esetleg ellenállásra utasítson). Kállay Miklós miniszterelnök március 19-én, a már megszállt országba visszatért kormányzót arra kérte, hogy ne mondjon le. Ez egyes vélemények szerint a németeket kiszolgáló nyilasok azonnali hatalomátvételével fenyegetett volna, a zsidóság és az ország katasztrófáját még tovább gyorsította volna. Ugyanakkor a megszállást követően a németek nem Szálasit, hanem Imrédyt akarták miniszterelnöknek. A nyomásnak ellenállva nevezte ki Horthy Sztójayt. Az eredményes katonai ellenállásra reális esély nem nyílt, a szakértők szerint hősies, de tragikus esemény lett volna. Erre az eshetőségre a németek, saját egységeik mellett készenlétbe állítottak román, szlovák és kisebb horvát csapatokat is. Ez a haderő nemcsak számszerűleg, hanem a felszerelés minőségében is felülmúlta a magyar csapatokat. Kállayt leváltották, utóda Sztójay Döme lett, aki hűségesen kiszolgálta a megszállókat. Ellenkezése dacára Horthy megmaradt kormányzónak, de az irányítás részben az ország élére kinevezett Edmund Veesenmayer birodalmi biztos kezében volt. Új hadakat menesztettek a rohamosan közeledő keleti frontra.
1944-ig Magyarországon a Kamenyec-Podolszkiji tömeggyilkossághoz vezető 1941-es deportálásokat követően továbbiakra 1944-ig nem került sor. A zsidónak minősített emberek jogfosztása és munkaszolgálatra hurcolása azonban folyamatosan zajlott. Jugoszláviában és Szlovákiában a deportálások 1942-ben kezdődtek. Romániából Ion Antonescu marsall megtagadta a zsidók deportálását, viszont a román hadsereg és a Vasgárda brutális kegyetlenséggel maga kezdett neki a népirtásnak. Erre való tekintettel az elterjedt nézet szerint kb. 100 000 zsidó menekült a szomszédos országokból Magyarországra. A valós szám ennél kisebb, 25 000 körüli. A német megszállást követően azonban itt is megkezdődött a zsidók gettókba gyűjtése, kötelezték őket a sárga csillag viselésére, végül pedig áprilisban a magyar adminisztráció és a zsidótanácsok segítségével megkezdődtek a deportálások. 1944 júliusáig 445 ezer polgárt deportáltak, közülük 437 000 személyt Auschwitz-Birkenauba. A kormány semmilyen dokumentációt nem kért róluk. Itt megemlítendő, hogy 1944. április 10-én Rudolf Vrba és Alfréd Wetzler, két zsidó származású személy megszökött az auschwitzi koncentrációs táborból. Zsolnába eljutva felvették a kapcsolatot a helyi cionista körökkel. A pozsonyi cionista központ munkatársa április 25-én és 26-án meghallgatta őket. Ez alapján elkészült az úgynevezett Auschwitz-jegyzőkönyv, mely tájékoztatást nyújtott a táborban történtekről. Ezt eljuttatták az isztambuli, genfi, londoni és budapesti cionista körökhöz és a magyarországi zsidótanácshoz is. Az egy hónappal később deportáltak viszont nem is sejtették, hogy mi vár rájuk. Vrba és Wetzler következtetése szerint így az általuk készített jegyzőkönyvet a fenti szervezetek elhallgatták. Fentieket megerősítette a budapesti születésű Ernest Stein cionista ellenálló is. Elmondása szerint Kasztner Rudolf cionista vezető Adolf Eichmannal 1,5 millió dolláros egyezséget kötött 1,685 zsidó származású személy kiváltása érdekében (köztük voltak családtagjai, barátai, írók, művészek, rabbik, cionista vezetők). Az általa szervezett „Kasztner-vonat” 1944. június 30-án hagyta el Budapestet és utasai bergen-belseni kitérővel épségben megérkeztek Svájcba. Stein állítása szerint Kasztner a fenti egyezségre való tekintettel nem volt hajlandó továbbítani a jegyzőkönyvet. Egyes források szerint a zsidótanács szintén elhallgatta a birtokában lévő információkat és csak június közepe után juttatták el a jegyzőkönyvet a kormánynak, az egyházi vezetőknek és Horthynak is. Más források szerint azonban május közepére már Horthyhoz és a történelmi egyházak vezetőihez is eljutott a jegyzőkönyv magyar fordítása. Ugyanakkor a zsidók kiirtásának tényéről a magyar vezetés nem az Auschwitz-jegyzőkönyvekből értesült, hanem legkésőbb 1942-ben tudtak az eseményekről. 1942 októberében már kormányközeli újságírók körében is ismertek voltak az események. 1942. október 7-én a belügyminisztériumba érkezett jelentés egyértelműen beszámol arról, hogy a lengyel zsidókat kipusztítják. Horthy 1943. május 7-i dátummal Hitlernek küldött levelének nyersfogalmazványában szerepel a következő mondat: „Excellenciád további szemrehányása volt, hogy a kormány a zsidók kiirtásának keresztülvitelében nem járt el ugyanolyan mélyrehatóan, mint az Németországban történt, és ahogyan az a többi országban is kívánatosnak látszik."
A normandiai partraszállás, az erősödő külföldi nyomás, valamint – egyes vélemények szerint – az Auschwitz-jegyzőkönyv hatására Horthy június végén le akarta váltani a deportálásokat szervező Baky László és Endre László belügyi államtitkárokat és a koronatanácson június 26-án javasolta a transzportok leállítását. Ezek azonban folytatódtak, amíg a kormányzó parancsára a hozzá lojális katonai erők – Koszorús Ferenc vezérkari ezredes vezetésével – 1944. július 6-án meg nem akadályozták Baky úgynevezett csendőrpuccsát; Horthy ekkor tiltotta meg a budapesti zsidóság deportálását.

### A holokauszt után
A felszabadulás után a haláltáborokat túlélők első csoportjai már 1945 márciusában ugyancsak visszatértek Magyarországra. A visszatérőket számos zsidó és nem zsidó karitatív szervezet és kormányhivatal fogadta (Zsidó Világkongresszus, a cionista Ezra, Pesti Izraelita Hitközség, Ortodox Hitközség, Borchow-kör, Nemzeti Segély, Nemzetközi Vöröskereszt). 1945 májusától a DEGOB (Magyarországi-Zsidó Deportáltakat Gondozó Országos Bizottság) tartotta nyilván az elhurcoltakat, ugyanakkor számos jegyzőkönyvet vett fel a visszatérők elbeszélései alapján. Feljegyzéseik szerint 1945 májusában és júniusában 47 500-an érkeztek vissza. Júliusban 14 800, augusztusban 9757, szeptemberben pedig 4600 személyt regisztráltak, azaz összesen 74 657-et. 1946-ban a visszatértek nyilvántartását a Népjóléti Minisztérium I/2 Menekültek, Deportáltak és Hadifoglyok Szociális Gondozási Osztálya vette át. A Népjóléti Minisztérium feljegyzései szerint 1946-ban további 5000 elhurcolt tért vissza. Összesítve a DEGOB és a Népjóléti Minisztérium feljegyzéseit, az ország jelenlegi területére visszatérők száma 80-85 ezer körüli volt. 1945. március 25-én közzétett közleményben a Székesfővárosi Statisztikai Hivatal 86 910 visszatérő izraelita túlélőről adott számot.
A szovjet fogságba esett zsidók számát 20-30 ezerre becsülik. Több magyar és zsidó szervezet közbenjárásának köszönhetően 1946-ban az addig szovjet fogságban levő zsidók is elkezdtek visszaérkezni Magyarországra. A Debreceni Hadifogoly Átvevő Bizottság jegyzőkönyvei 1948 júliusától, ugyanazon év őszéig körülbelül 2000 visszatért adatait rögzítette. A meg nem szervezett nyilvántartási rendszerek miatt a visszatértek száma csupán hozzávetőleges, például arról nem készült feljegyzés, hogy 1948 júliusa előtt hány fő tért vissza a szovjet fogságból. De a későbbi évekről sem készültek pontos feljegyzések.
A háborút túlélők közül sokan döntöttek úgy, hogy más országban folytatják az életüket. A Zsidó Világkongresszus Magyarországi Képviseletének Információs Osztálya 51 230 fő kivándorló személyt jegyzett fel 1946 októberében. Az elvándorlók nagy része először a németországi DP (hontalan) táborokba került, ahonnan a legtöbben (kb. 30 ezren) Izraelbe vándoroltak ki. Sokan telepedtek le az Amerikai Egyesült Államokban, Kanadában és Dél-Amerikában. Pontos adat csak a Kanadába kivándoroltakról van, ez 1836 főt jelent.

### A kommunizmus időszaka
A világháború utáni években a magyarországi zsidóság különböző csoportjai különbözőképpen reagáltak. Egy részük nem tudott vissza-, illetve beilleszkedni a háború utáni magyar társadalomba, ezért inkább a kivándorlást választotta. A megmaradt zsidóság másik része (mintegy 40 ezer ember) a vallás felé fordult, különösen hangsúlyozva zsidóságukat. Az elkövetkező években azonban üzletüket, iparengedélyüket többnyire elvették, nemzetközi kapcsolatuk megszűnt. 1949-től az egyre erősödő ateista állami nyomás hatására visszaszorult a hitélet, a cionista-ellenes akciók folyamatossá váltak. A vallás kizárólag a szertartásokra és a mártírokra való emlékezésre korlátozódott, a gyermekek zsidó neveltetése szinte lehetetlenné vált. A zsidóság nagy része azonban továbbra is asszimilálódni akart, s így különböző stratégiákhoz folyamodtak (kommunizmus, nemzetközi munkásmozgalom, elvegyülés, rejtőzködés, szakítás a tradíciókkal stb.) Amikor 1948-ban, a kommunisták – csalással és erőszakkal – hatalomra kerültek a kommunista vezetésben több zsidó származású is (köztük Rákosi Mátyás pártvezér, Gerő Ernő, Farkas Mihály, Révai József, Péter Gábor, Apró Antal) részt vett.
Az 1956. október 23-án kitört forradalom előkészítésében, sőt a szovjet támadást követő fegyveres ellenállásban is több zsidó vett részt. A korábban Auschwitzot megjárt Angyal István például a Tűzoltó utcai szabadságharcos csoport parancsnoka volt. Őt később, társaival együtt halálra ítélték, és kivégezték. A forradalom alatt a barikád mindkét oldalán fellelhetőek zsidó származásúak, a nemzeti oldalon: Déry Tibor, Zelk Zoltán, Szeles Erika Kornélia,  Háy Gyula, Szirmai Ottó,  stb. A túloldalon: Nemes Dezső, Szirmai István, Horn Gyula stb.
A Kádár-korszak alatt a magyarországi zsidóság viszonylagos nyugalomban élt. Magyarországon a zsidókérdés tabutémává vált. A kádári vezetés a békés, csendes asszimilációt preferálta. Ennek következtében a magyarországi zsidóság egyre jobban elvilágosiasodott, nőtt a vegyes házasságok száma, a zsidó közösségekre erőteljes dezintegrálódás volt jellemző, a zsidó hagyományoktól való elidegenedés lett úrrá.
Magyarország, amely 1967-ben, a hatnapos háború idején, szovjet nyomásra, megszakította diplomáciai kapcsolatait Izraellel, 1989-ben nagyköveti szinten újra létrehozta azt.
A rendszerváltásban a liberális és demokrata gondolkodású zsidók aktívan részt vettek. Kelet-Európában az első alternatív zsidó szervezet az 1988-ban Budapesten létrejött Magyar Zsidó Kulturális Egyesület volt.

### A rendszerváltás után
A rendszerváltás idején Magyarország fontos szerepet vállalt a Szovjetunióból kivándorló zsidók Izraelbe jutásának elősegítésében. 1989 és 1991 között több mint 160 000 szovjet zsidó menekült haladt át Budapesten, mivel ekkor még nem voltak elérhetők közvetlen moszkvai–tel-avivi repülőjáratok. A kivándorlás logisztikai hátterét a Malév és a Ügynökség együttműködése biztosította, rendszeres charterjáratokkal, amelyek Magyarországot kulcsfontosságú tranzitponttá tették. A humanitárius segítségnyújtás nemcsak gyakorlati, hanem szimbolikus jelentőséggel is bírt; a magyar politikai vezetés ezzel is jelezte nyugati orientációját és elkötelezettségét az emberi jogok mellett. A megnövekedett nemzetközi figyelem miatt a Ferihegyi repülőtér fokozott biztonsági kockázatnak volt kitéve – 1991 decemberében például robbantásos merénylet célpontjává vált egy zsidó menekülteket szállító konvoj.

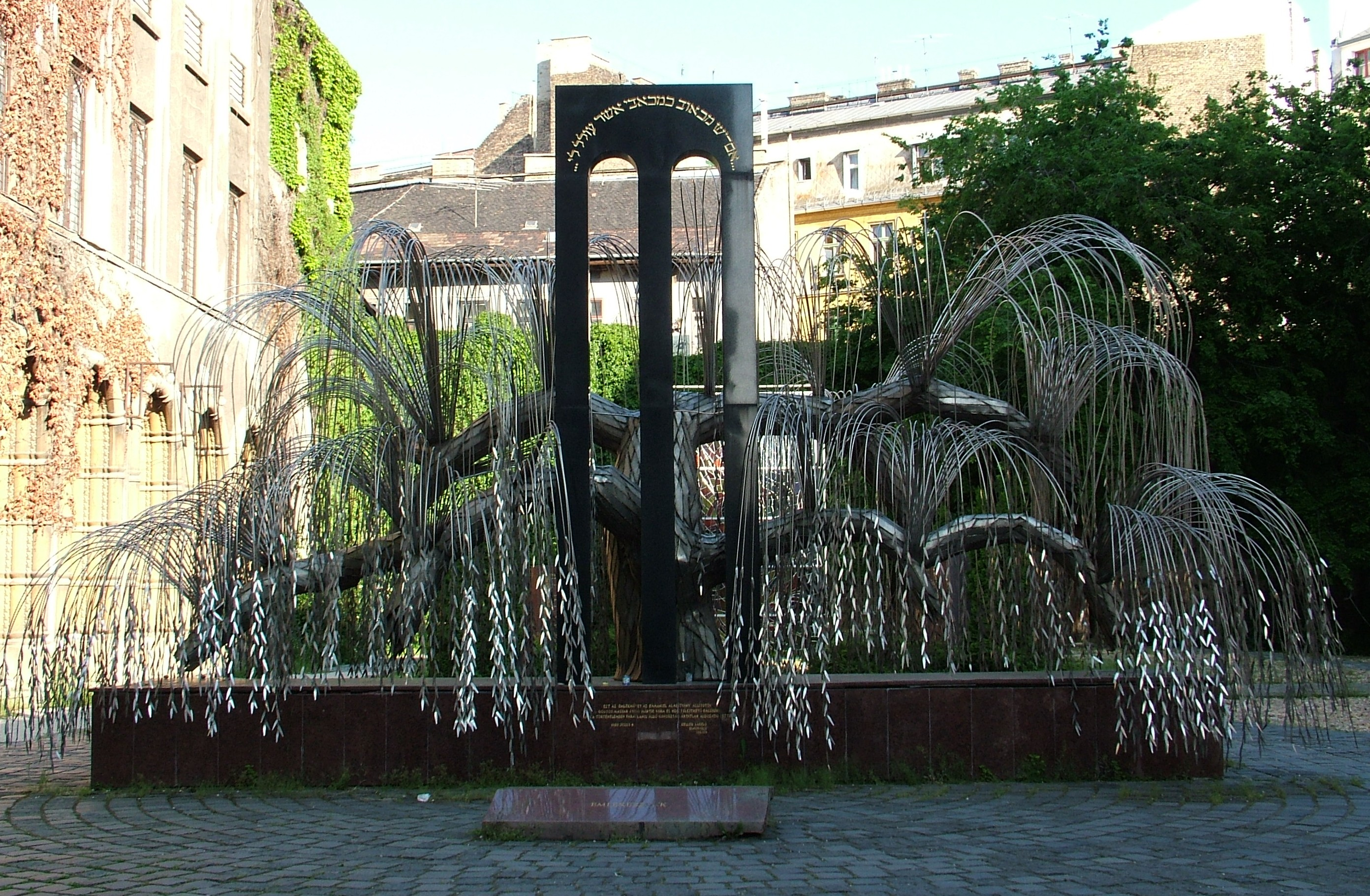
A zsidó mártírok emlékműve, Dohány utcai zsinagóga (1991)

A kommunizmus bukása után Magyarországnak két, részben zsidó származású miniszterelnöke volt: Antall József (1990–1993) és Horn Gyula (1994–1998).
A rendszerváltás után az általános vallási és társadalmi fellendülés hatására a hozzávetőleg 80–100 ezer fős magyarországi zsidóság reneszánszáról beszélhetünk. Számos szervezet, intézmény közölt becsült adatokat a magyarországi zsidók számáról, ezek többsége ezt az értéket ekkor 80–120 ezer fő közöttire becsülte. Ez a szám a kivándorlások miatt a 21. századra jelentősen lecsökkent.
Megerősödtek a cionista szervezetek, a civil és ifjúsági egyesülések, a kulturális, az oktatási és a sportélet, zsidó oktatási és szervezeti hálózat jött létre, a nemzetközi kapcsolatok is erősödtek. 45 év óta először nem az ingatlanok eladása, hanem visszaigénylése és felújítása került előtérbe.
Az 1990-es országgyűlési választási kampány egyik fő témájává vált a „zsidókérdés”. Az egyik oldal „Apák és fiúk” című és más hasonló írásokba kódolta antiszemitizmusát, a másik pedig folyamatosan azzal érvelt, csak egy magyarországi szellemi elit van, amelyik filoszemita. Aki ezen kívül esik, az csak „másodrangú” gondolkodó.[forrás?] Úgy látszott, az izraelita közösség egyes vezetői és a zsidó származású magyar politikusok egyike-másika legalább annyira érdekelt a téma napirenden tartásában, mint a nyílt vagy éppen „szalon” antiszemiták. Landeszmann György rabbi nyilvánosan is kétségbe vonta a magyarság kultúrateremtő képességét („bőgatya és fütyülős barack”). A Mazsihisz azonban eltávolította posztjáról a magáról megfeledkezett rabbit.
A magyar parlament 1997 áprilisában fogadta el a zsidó kárpótlási törvényt, amely visszaadja a náci és kommunista korszakban a zsidóktól eltulajdonított vagyontárgyakat. A törvény értelmében pénzjuttatást adtak a Zsidó Közörökség Alapítványnak és a magyarországi holokauszt zsidó áldozatainak.

## 2000-es évek
2003. január 7-én az akkori köztársasági elnök, Mádl Ferenc és Mordecháj Elijáhu prominens izraeli ortodox rabbi jelenlétében Köves Slomót ortodox rabbivá avatták. Köves és társai 2004-ben megalapították a Egységes Magyarországi Izraelita Hitközséget.
2005 októberében a Társaság a Magyarországi Zsidó Kisebbségért érvényes népi kezdeményezést nyújtott be az Országgyűléshez a zsidó nemzetiség elismerését kérve. A szervezetnek azonban nem sikerült összegyűjtenie az ehhez szükséges legalább ezer aláírást.
2008-ban, a Tóra tekercsek végleges elhelyezése után felavatták a 2004-ben épült békéscsabai zsinagógát. Ez 1945 óta a legnagyobb ilyen jellegű új épület Kelet-Európában.